# Jean Albert comte de Pawenza Woroniez
Jean Albert hrabia de Pawenza Woroniez (ur. 11 lipca 1835 w Wersalu, zm. 24 grudnia 1895 w Paryżu) – francuski oficer polskiego pochodzenia, syn naturalny Janusza Woronicza, członka Wielkiej Emigracji i Françoise Paul.
Lieutnant-colonel 88 Pułku Terytorialnego Piechoty. Pułki te składały się z weteranów w wieku 34–49 lat i posiadały reputacje wysokiej wartości bojowej, wyższej niż pułki pierwszej linii frontu składających się z żołnierzy młodszych. Odbył kampanie w Afryce (1853–1854, 1856–1858, 1866–1870), Krymie (1854–1856), Włoszech (1859) i uczestniczył w wojnie francusko-pruskiej (1870–1871). Ranny w Kabylli 7 października 1856 r.
Odznaczony Medalem Królowej Anglii, Medalem za Męstwo Wojskowe i Medalem Włoch. Kawaler Orderu Medżydów V klasy (Imperium Osmańskie, 1857), Kawaler (1859) i Oficer francuskiej Legii Honorowej (1881).
Ożeniony 17 lutego 1876 z Eugénie Briard w Paryżu.
Zmarł 24 grudnia 1895 w 8 dzielnicy Paryża. Został pochowany na cmentarzu paryskim Père-Lachaise.